# Enactus

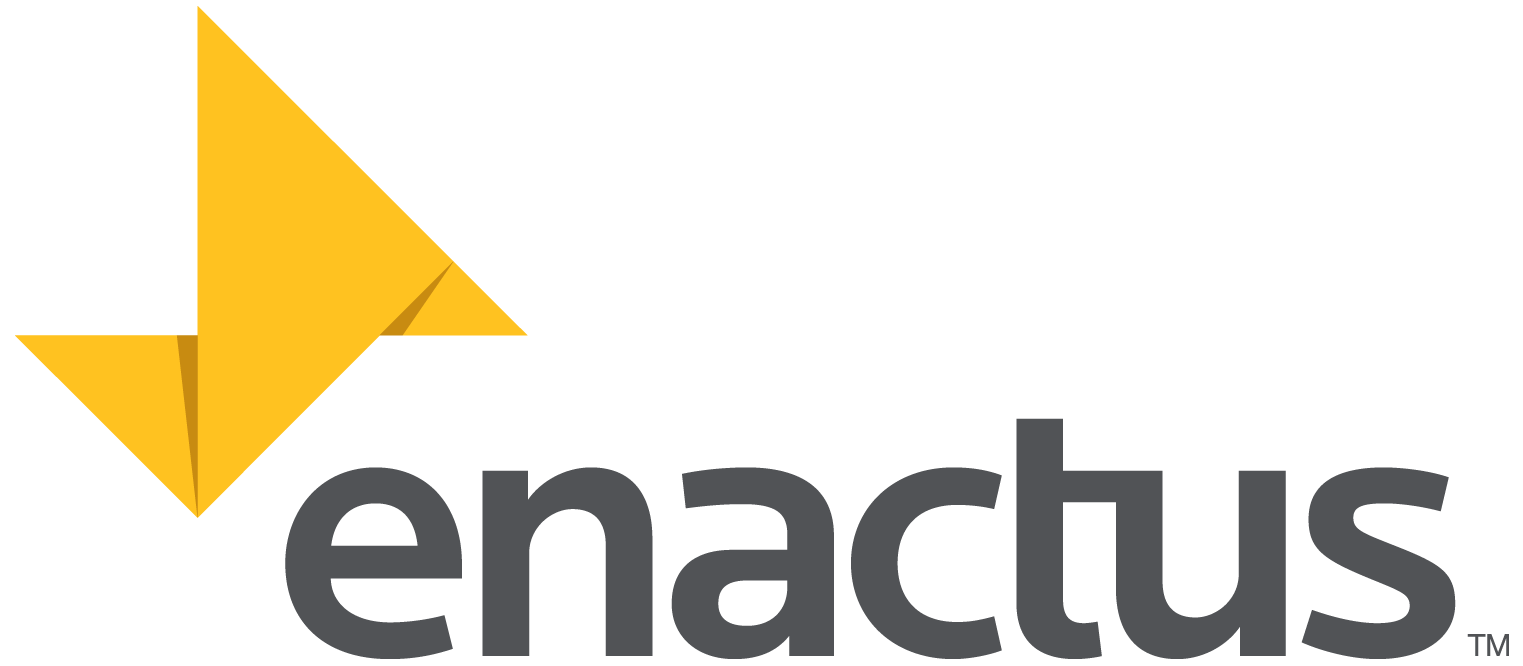
Enactus Logo

Enactus ist eine internationale und gemeinnützige Nichtregierungsorganisation mit Hauptsitz in Springfield (Missouri). Diese hat es sich nach eigenen Angaben zur Aufgabe gemacht hat, ein internationales Netzwerk für praktische Betreuung von Projekten studentischer Gruppen dem Gemeinwohl dienende wirtschaftliche Perspektiven für Dritte zu schaffen.

## Geschichte
Die Organisation wurde 1975 in den USA als Projekt des National Leadership Institute mit dem Namen Students In Free Enterprise, kurz SIFE, gegründet. Ziel war es, Studierende für die freie Marktwirtschaft zu begeistern und sie für die Rolle von Unternehmern und Unternehmen innerhalb der Marktwirtschaft zu sensibilisieren. Die Initiative war zunächst nur in den USA tätig, wo die Zahl der teilnehmenden Teams und Studierenden stetig wuchs. Im Jahr 1995 legten Austauschstudenten der University of Nebraska-Lincoln den Grundstein für die globale Expansion, als sie nach ihrer Rückkehr aus den USA in ihren Heimatländern Kasachstan, Kirgistan und Tadschikistan eigene Teams gründeten. Im Oktober 2012 wurde die Organisation nach einer Mitgliederbefragung vom Vorstand in Enactus umbenannt. Der neue Name entstand in Anlehnung an den unternehmerischen Geist (entrepreneurial), den Gestaltungswillen (action) sowie die Gemeinsamkeit im Handeln und in den Werten (us). Dadurch soll auch erreicht werden, dass sich der Name bei Unternehmen, Studierenden und denjenigen, denen geholfen wird, besser etabliert.
Im Jahr 2021 sind etwa 1700 Enactus-Teams an Hochschulen und Universitäten in 37 Ländern mit rund 75.000 Studenten aktiv. Enactus ist damit eine der größten studentischen Initiativen weltweit. Neben den Studierenden sind auch Vertreter aus mehr als 550 Unternehmens-, Organisations- und Einzelpartnern hauptsächlich mit Geld- und Sachspenden aktiv.

## Name
Der Name „Enactus“ ist ein Akronym und hat laut der Organisation folgende Bedeutung:
- Entrepreneurial – igniting business innovation with integrity and passion.

(Unternehmerisch – Geschäftsinnovation mit Integrität und Leidenschaft entfachen)
- Action – the experience of social impact that sparks social enterprise.

(Aktion – die Erfahrung der sozialen Auswirkungen, die das soziale Unternehmertum auslöst.)
- Us – student, academic and business leaders collaborating to create a better world.

(Wir – Studenten, Akademiker und Wirtschaftsführer, die zusammenarbeiten, um eine bessere Welt zu schaffen.)

## Wettbewerbe
In jährlichen Wettbewerben auf nationaler und internationaler Ebene präsentieren die Teams ihre Projekte vor Juroren aus der Wirtschaft. Seit 2001 kann jede Nation mit einer Landesvertretung einen nationalen Wettbewerb abhalten, dessen Siegerteam sein Land beim World Cup vertritt.
Ein Kriterium bei der Bewertung der Projekte ist, wie effektiv das jeweilige Team den am Projekt Beteiligten durch die Anwendung wirtschaftlicher Konzepte und eines unternehmerischen Ansatzes helfen konnte ihren Lebensstandard zu verbessern.

## Enactus Worldwide
In der Zentrale sind rund 60 Mitarbeiter beschäftigt. Weitere 100 Mitarbeiter sind in den Landesorganisationen angestellt. Der Umsatz des globalen Netzwerkes betrug im Fiskaljahr 2013 rund 21,4 Mio. US-Dollar. CEO von Enactus Worldwide ist derzeit Rachel Jarosh.

## Enactus Germany
Der Enactus Germany e.V. wurde 2003 als SIFE Germany gegründet. Mittlerweile erstreckt sich das Netzwerk in Deutschland auf über 35 Hochschulstandorte mit eigenständige Enactus-Teams, in welchen sich über 1.700 Studierende engagieren. Hauptaufgabe des Dachvereins ist die Unterstützung und Interessenvertretung der zugehörigen Teams.
Ebenfalls seit 2003 findet in Deutschland jährlich der nationale Wettbewerb (Enactus National Competition) statt, auf welchem die Teams ihre Projekte präsentieren und bewerten lassen. Der SIFE World Cup wurde 2003 in Mainz und 2009 in Berlin veranstaltet. 2017 fand der Worldcup in London statt, 2018 in San José, USA. Neben dem Hauptbewerb beim World Cup gibt es verschiedene Wettbewerbe mit Fokus auf eines der Sustainable Development Goals. 2022 konnte Enactus Universität zu Köln beim „Race to Feed the Planet“ den ersten Platz belegen.
Darüber hinaus wurde 2017 in Deutschland der Enactus Startup Accelerator for Sustainable Business (ESA) eingeführt. Dieses Format ist unabhängig vom Landeswettbewerb und soll ausgewählten Teams die Gelegenheit geben, in den Kategorien „Innovation“ und „Start-up“ ihre Ergebnisse zu präsentieren.
| Jahr                                                                     | Siegerteam (hier mit Hochschulnamen abgekürzt) |
| ------------------------------------------------------------------------ | ---------------------------------------------- |
| 2003                                                                     | Universität Magdeburg                          |
| 2004                                                                     | Universität Bielefeld                          |
| 2005                                                                     | Universität Bielefeld                          |
| 2006                                                                     | Universität zu Köln                            |
| 2007                                                                     | Universität Magdeburg                          |
| 2008                                                                     | International University Bruchsal              |
| 2009                                                                     | Universität Mannheim                           |
| 2010                                                                     | Universität Mannheim                           |
| 2011                                                                     | Universität Regensburg                         |
| 2012                                                                     | Universität Mannheim                           |
| 2013                                                                     | Technische Universität München                 |
| 2014                                                                     | Universität Mannheim                           |
| 2015                                                                     | Universität Mannheim                           |
| 2016                                                                     | RWTH Aachen                                    |
| 2017                                                                     | Universität Regensburg                         |
| 2018                                                                     | Universität Mannheim                           |
| 2019                                                                     | Universität Mannheim                           |
| 2020                                                                     | Universität zu Köln                            |
| 2021                                                                     | Universität Mannheim                           |
| 2022                                                                     | RWTH Aachen                                    |
| 2023                                                                     | Universität zu Köln                            |
| 2024                                                                     | Karlsruher Institut für Technologie            |
| Die hervorgehobenenen Enactus-Teams gewannen auch den Enactus World Cup. |                                                |